# Mohamed Najem
Mohamed Najem, né en 1984 à Jérusalem (Territoires palestiniens occupés), est un clarinettiste et joueur de nay palestinien. Son style fusionne les traditions musicales orientale, classique et jazz.

## Biographie
Mohamed Najem est né en 1984 à Jérusalem, en Palestine, puis a grandi à Bethléem. Durant la première intifada, ne pouvant jouer dehors, il passe des journées entières à écouter les cassettes de son père, entre pop, musique arabe et classique.
Son premier instrument est la flûte à bec, qu'il apprend à l'école. En 1997, il entre au Conservatoire national de musique Edward Saïd (en). Ne pouvant faire du violon ou du saxophone, il s'oriente vers la clarinette. Puis, en 2002, il commence le nay. Influencé par les chanteurs et compositeurs arabes comme Mohammed Abdel Wahab, Oum Kalthoum, Sayed Darwich, et Marcel Khalifé, il l'a aussi été par la musique classique et notamment Tchaïkovski. En 2005, il obtient le premier prix en musique arabe dans le cadre de la compétition nationale palestinienne.
Il se forme ensuite au Conservatoire à rayonnement régional d'Angers, avec le professeur Émilie Jacquin.
Revenu en Cisjordanie en 2011, Mohamed Najem travaille pendant trois ans comme professeur de clarinette à Bethléem, Ramallah et Naplouse. Il est l'un des membres fondateurs de l'Orchestre national de Palestine, le premier orchestre professionnel de Palestine.
Désormais installé à Paris, il crée en 2016 son propre quartet, qui se produit dans les festivals en France.
En 2024, il sort son deuxième album Jaffa Blossom, dédié à son grand-père qui est né dans la ville de Jaffa.

## Composition du quartet
- Mohamed Najem : composition, clarinette, nay
- Clément Prioul : piano
- Arthur Henn : contrebasse
- Baptiste Castets : batterie

## Discographie
- Floor No.4 - 2015
- Encounter (en duo avec l'accordéoniste allemand Manfred Leuchter) - 2022

- Jaffa Blossom - 2024